# فورت کمپبل نورت، کنتاکی
فورت کمپبل نورت (به انگلیسی: Fort Campbell North) یک منطقهٔ مسکونی در ایالات متحده آمریکا است که در شهرستان کریستین، کنتاکی واقع شده‌است. فورت کمپبل نورت ۱۳٫۰ کیلومتر مربع مساحت و ۱۳٬۶۸۵ نفر جمعیت دارد.